# Нелінійна авторегресійна екзогенна модель
У моделюванні часових рядів неліні́йна авторегресі́йна екзоге́нна моде́ль (англ. nonlinear autoregressive exogenous model, NARX) — це нелінійна авторегресійна модель, яка має екзогенні входи. Це означає, що така модель ставить поточне значення часового ряду у відповідність до:
- минулих значень того самого ряду, та
- поточних та минулих значень приводного (екзогенного) ряду — тобто, зовнішньо визначеного ряду, який впливає на цільовий ряд.

Крім того, ця модель включає:
- член «похибки»

який відповідає тому фактові, що знання інших членів не дає можливості передбачувати поточне значення часового ряду точно.
Таку модель може бути сформульовано алгебрично як
{\displaystyle y_{t}=F(y_{t-1},y_{t-2},y_{t-3},\ldots ,u_{t},u_{t-1},u_{t-2},u_{t-3},\ldots )+\varepsilon _{t}}
Тут y є цільовою змінною, а u є змінною, що визначається ззовні. У цій схемі інформація про u допомагає передбачувати y, як це роблять і попередні значення самої y. ε тут є членом похибки (який іноді називають шумом). Наприклад, y може бути температурою повітря опівдні, а u може бути днем року (номером дня в межах року).
Функція F — це деяка нелінійна функція, наприклад, поліномна. F може бути нейронною мережею, вейвлетною мережею, сигмоїдною мережею тощо. Для перевірки нелінійності в часовому ряді може застосовуватися критерій Брока — Декерта — Шейнкмана (англ. Brock-Dechert-Scheinkman, BDS test), розроблений для економетрії.